# 1951 Lick
1951 Lick eller 1949 OA är en asteroid i huvudbältet som korsar Mars omloppsbana. Den upptäcktes 26 juli 1949 av den amerikanske astronomen Carl A. Wirtanen vid Lick Observatory. Den har fått sitt namn efter James Lick.
Asteroiden har en diameter på ungefär 5 kilometer.